# Lymantria moesta
Lymantria moesta este o specie de molii din genul Lymantria, familia Lymantriidae, descrisă de Swinhoe 1903 Conform Catalogue of Life specia Lymantria moesta nu are subspecii cunoscute.